# Іващуківська сільська рада
Іващукі́вська сільська́ ра́да — орган місцевого самоврядування в Радивилівському районі Рівненської області. Адміністративний центр — село Іващуки.

## Загальні відомості
- Іващуківська сільська рада утворена в 1940 році.
- Територія ради: 39,422 км²
- Населення ради: 1 878 осіб (станом на 2001 рік)

## Розташування
Територія, яка підпорядковується Іващуківській сільській раді, межує з Березинівською, Боратинською, Козинською, Пустоіванівською, Ситненською сільськими радами Радивилівського району.

## Населені пункти
Сільській раді підпорядковані населені пункти:
- с. Іващуки
- с. Білогорівка
- с. Бригадирівка
- с. Зарічне

## Склад ради
Рада складається з 16 депутатів та голови.
- Голова ради: Гуцман Сергій Іванович

### Керівний склад попередніх скликань
| Прізвище, ім'я, по батькові | Основні відомості                                                 | Дата обрання | Дата звільнення |
| --------------------------- | ----------------------------------------------------------------- | ------------ | --------------- |
| Гуцман Сергій Іванович      | Сільський голова, 1955 року народження, освіта вища, безпартійний | 26.03.2006   | 31.10.2010      |
| Гуцман Сергій Іванович      | Сільський голова, 1955 року народження, освіта вища, безпартійний | 31.10.2010   |                 |

Примітка: таблиця складена за даними сайту Верховної Ради України